# Caradrina pulvis
Caradrina pulvis là một loài bướm đêm trong họ Noctuidae.